# Vrij Technisch Instituut Kortrijk
Het Vrij Technisch Instituut Kortrijk (VtiK) was een katholieke school voor secundair onderwijs die sinds 1 september 2018 deel uitmaakt van het Guldensporencollege. De school omvatte meer dan 1200 leerlingen, 200 leerkrachten en een afdeling kunst, wetenschappen, technieken, praktijk en Okan.

## Kunst
De studierichtingen Beeldende en architecturale kunst, vrije beeldende kunst en architecturale en binnenhuiskunst richten zich tot jongeren met een uitgesproken belangstelling voor beeldende kunsten, eventueel geconcretiseerd naar (interieur-)architectuur en wooncultuur. Deze KSO-opleiding eindigt met een geïntegreerde proef en leidt naar tewerkstelling in de kunst-sector of naar verdere studies in het hoger kunstonderwijs of andere vormen van onderwijs aan de hogescholen.

## Wetenschappen
Wetenschappen worden vertegenwoordigd door de TSO-studierichtingen Industriële wetenschappen, techniek-wetenschappen en Elektromechanica. Het zijn richtingen waar theoretische en toegepaste wetenschappen hand in hand gaan met labo- en praktijktoepassingen. Het niveau nodigt uit ot degelijke studie-inzet, een brede belangstelling en nauwgezet werken. Ook hier sluit een GIP de opleiding af. De meeste leerlingen stromen door naar het hoger onderwijs, zowel op niveau (professionele) Bachelor als Master.

## Technieken
In de technische studierichtingen ligt het theoretisch-technische inzicht aan de basis van het praktische handelen. Het hoe en waarom van handelingen, productieprocessen en hedendaagse technieken kritisch bestudeerd. Praktijk en labo's verhogen dit inzicht. De opleiding sluit af met een bedrijfsstage. 

## Praktijk
De praktijkgerichte opleidingen binnen het VtiK situeren zich in het Beroepssecundair onderwijs. Hier biedt het instituut een brede waaier van beroepsgerichte opleidingen aan. De meeste studierichtingen worden afgesloten met een 7e specialisatiejaar. Dit levert niet alleen een bijkomende kwalificatie op, maar geeft ook recht op het diploma secundair onderwijs, waarna doorstroming naar sommige vormen van hoger onderwijs mogelijk blijft.

## Okan
De Onthaalklas voor anderstalige nieuwkomers richt zich tot Nederlandsonkundige leerlingen die onlangs in Vlaanderen zijn aangekomen. In de onthaalklas worden ze een jaar lang ondergedompeld in een Nederlands taalbad en voorbereid op de overstap naar het gewone onderwijs.
Op het einde van het schooljaar krijgt men een attest. De klassenraad adviseert samen met het CLB, Centrum voor Leerlingenbegeleiding de leerling en hun ouders of begeleiders in verband met hun nieuwe studiekeuze. 
De leerling kan vervolgens ingeschreven worden in een studierichting waartoe hij toegang heeft volgens de verleende gelijkwaardigheid van zijn buitenlandse studiebewijzen.
Vanaf het schooljaar 2006-2007 is het onthaalonderwijs niet langer beperkt tot het onthaaljaar. Daarna zorgen de vervolgcoaches voor ondersteuning, begeleiding en opvolging van de ex-okanner in het gewoon onderwijs. Uit de contacten met de ex-okanners en vervolgscholen verbetert men de kwaliteit van het onthaalonderwijs.

## Deeltijdonderwijs
De school heeft ook de mogelijkheid om een deel te " Werken " en een deel " School " te volgen. De voorwaarden zijn : je moet je 1ste en 2 de jaar secundair hebben gedaan of je moet 16 jaar zijn. Dan wordt er hier 2 dagen gestudeerd en de 3 dagen wordt er gewerkt in school.